# Парк природе Мртваје горњег Потисја
Парк природе Мртваје горњег Потисја јесте законом зашитећено подручје Републике Србије.
Налази се на територији општина Kањижа, Сента и Чока. Парк природе Мртваје горњег Потисја четири одвојена локалитета у приобаљу Тисе: мртваје Мртва Тиса наспрам Ђале (Хоргошка мртваја) и Пана уз десну и мртваје Буџак и Батка уз леву обалу реке.
Поступак заштите парка покренут је априла 2013. године.
Парк обухвата 305,33 хектара, од чега је у државној својини је 95,10 одсто, у приватној 3,91 одсто, у друштвеној 0,33 одсто, док другим облицима власништва припада 0,66 одсто површина у заштићеном подручју.
На подручју ПП званично су прописани режими заштите II и III степена. Одређена је заштитна зона површине 2405,16 хектара.
Према Правилнику о критеријумима вредновања и поступку категоризације заштићених подручја ПП „Мртваје горњег Потисја”, сврстава се у другу категорију, покрајинског/регионалног, односно великог значаја.